# 凱文·雷諾斯
凱文·雷諾斯（英語：Kevin Reynolds，1990年7月23日—）是一位加拿大花式滑冰運動員。他是2013年四大洲花式滑冰錦標賽的冠軍得主。它還曾經四次獲得加拿大全國冠軍。他出生在北溫哥華。

## 外部連結
维基共享资源上的相關多媒體資源：凱文·雷諾斯
- 凱文·雷諾斯在国际滑冰联盟的页面